# Ford Fiesta S2000
El Ford Fiesta S2000 es un automóvil de competición basado en el Ford Fiesta con homologación Super 2000. Fue diseñado por la empresa inglesa M-Sport para la marca Ford y pensado para competir en rally. Hizo su debut en el Rally de Montecarlo de 2010 donde logró la victoria pilotado por el finlandés Mikko Hirvonen.
Es usado tantos en competiciones nacionales como internacionales, como el Campeonato de Europa de Rally, el Intercontinental Rally Challenge o el WRC 2. En el primero logró una victoria en el año 2011, en el segundo tres (Montecarlo, Chipre y Yalta) mientras que en el último ha sumado catorce con diferentes pilotos como Xavier Pons, Jari Ketomaa o Ott Tänak.
Fue el primer auto de la categoría S2000 en ganar un tramo en una prueba del campeonato del mundo de rallyes, en el Rally de Suecia de 2010 en manos del checo Martin Prokop.
El Fiesta S2000 cayó en desuso cuando entró la categoría R5 y se desarrolló el Ford Fiesta R5.

## Victorias

### IRC
| N.º | Año  | Rally                   | Piloto            | Copiloto             |
| --- | ---- | ----------------------- | ----------------- | -------------------- |
| 1   | 2010 | 78è Rallye Monte-Carlo  | Mikko Hirvonen    | Jarmo Lehtinen       |
| 2   | 2010 | 38th FxPro Cyprus Rally | Nasser Al-Attiyah | Giovanni Bernacchini |
| 3   | 2012 | 8. Prime Yalta Rally    | Yagiz Avci        | Bahadir Gücenmez     |

### Campeonato de Europa
| N.º | Año  | Rally                      | Piloto         | Copiloto     |
| --- | ---- | -------------------------- | -------------- | ------------ |
| 1   | 2011 | 68th Rajd Polski           | Michał Sołowow | Maciej Baran |
| 2   | 2011 | 41. Barum Czech Rally Zlín | Michał Sołowow | Maciej Baran |
| 3   | 2011 | 47. Geko Ypres Rally 2011  | Michał Sołowow | Maciej Baran |

### SWRC / WRC 2
- Victorias correspondientes al campeonato de rally Super 2000, a partir de 2013, denominado WRC 2.

| N.º | Año  | Rally                                  | Piloto         | Copiloto        |
| --- | ---- | -------------------------------------- | -------------- | --------------- |
| 1   | 2010 | 23º Corona Rally México                | Xavier Pons    | Alex Haro       |
| 2   | 2010 | 29th Jordan Rally                      | Xavier Pons    | Alex Haro       |
| 3   | 2010 | 40th Rally New Zealand                 | Jari Ketomaa   | Mika Stenberg   |
| 4   | 2010 | 44.º Vodafone Rally de Portugal        | Jari Ketomaa   | Mika Stenberg   |
| 5   | 2010 | 6th Rally Japan                        | Jari Ketomaa   | Mika Stenberg   |
| 6   | 2011 | 24º Corona Rally México                | Martin Prokop  | Jan Tománek     |
| 7   | 2011 | 30th Jordan Rally                      | Bernardo Sousa | António Costa   |
| 8   | 2011 | 8º Rally d'Italia Sardegna             | Ott Tänak      | Kuldar Sikk     |
| 9   | 2011 | 29. ADAC Rallye Deutschland            | Ott Tänak      | Kuldar Sikk     |
| 10  | 2011 | 2. Rallye de France-Alsace             | Ott Tänak      | Kuldar Sikk     |
| 11  | 2012 | 80ème Rallye Automobile de Monte-Carlo | Craig Breen    | Gareth Roberts  |
| 12  | 2014 | 62st Rally Sweden                      | Karl Kruuda    | Martin Järveoja |
| 13  | 2014 | 64. Neste Oil Rally Finland            | Karl Kruuda    | Martin Järveoja |